# K-On!
K-On! (けいおん! Keion!?), estilizada como K-ON!, es una serie de anime y manga. El manga está en formato yonkoma escrito e ilustrado por Kakifly. Comenzó a serializarse en la revista seinen Manga Time Kirara de la editorial Hōbunsha desde mayo de 2007. También se ha serializado en la revista bimestral Manga Time Kirara Carat de Hōbunsha a partir de octubre de 2008. Una adaptación a serie de anime de 12 episodios producida por Kyoto Animation se emitió entre abril y junio de 2009. Dos OVA salieron en enero de 2010. Una segunda temporada de 27 episodios, de nombre K-ON!! (con dos signos de exclamación), se emitió entre abril y septiembre de 2010, con dos OVA entre septiembre y octubre del mismo año y otra en marzo de 2011. En el final de la segunda temporada se anunció la producción de una película, que se estrenó en Japón el 3 de diciembre de 2011.
El título de la serie proviene del nombre japonés para lo que algunos traducen como música ligera keiongaku (軽音楽?). Pero, no debe confundirse con la música ligera tal como se conoce en occidente, pues el término más bien se refiere a música contemporánea o música pop.

## Argumento
La historia base se centra en cuatro chicas que asisten a su primer año de preparatoria, comenzando con Yui Hirasawa y su impaciencia en la búsqueda de un club en el cual participar. Por otro lado, está Ritsu Tainaka (baterista) quien obliga a su mejor amiga Mio Akiyama (bajista), inscribirse juntas en el club de música ligera del instituto; desafortunadamente se enteran de que está próximo a ser cerrado debido a que todos sus miembros se habían graduado el año anterior.
Debido a que el mínimo permitido para formar un club es de 4 integrantes, Ritsu y Mio tratan desesperadamente de conseguir interesados en participar, y en el intento lograrán reclutar a Tsumugi Kotobuki quien les indica que solo sabe tocar teclado. Esto significa que ya solo hace falta un miembro más para tener nuevamente al club en funcionamiento, y es aquí donde, tras una larga espera, Yui se decide finalmente por un club, precisamente el de música ligera. Con esto lo salva de la extinción. Desafortunadamente el club, al cual nombrarán más adelante "Hōkago Tea Time" ('La hora del té después de la escuela), requiere de la pieza clave de casi toda banda musical: el guitarrista, y Yui no tiene experiencia alguna con ningún instrumento.

### Localización

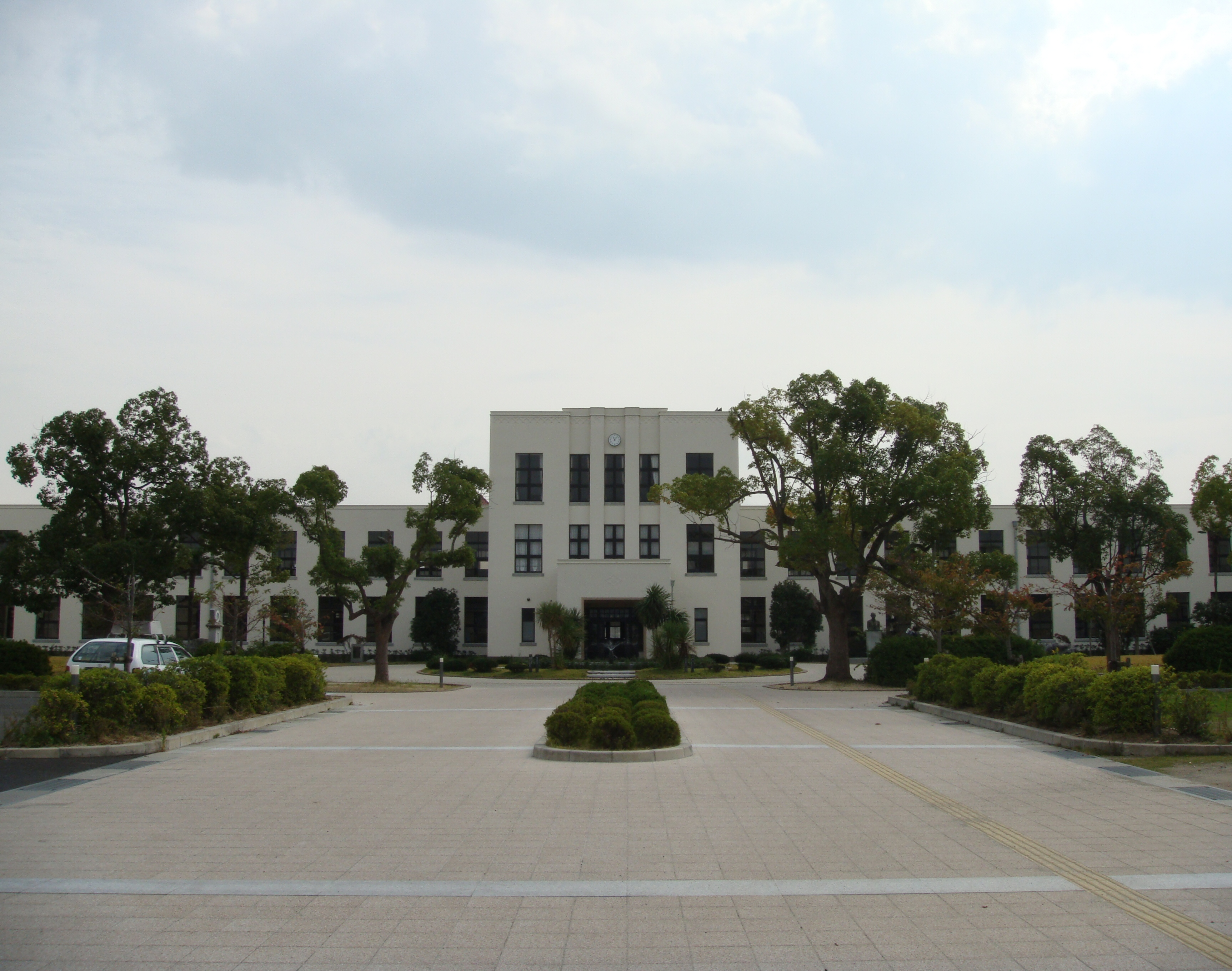
Escuela elemental de Toyosato

La localización de la ciudad donde viven las protagonistas no se especifica. En un episodio en que el grupo visita Kioto, el tren pasa por el monte Fuji para llegar, lo que podría indicar que se encuentran en Tokio o en sus alrededores. Aparte de los escenarios habituales como la casa de Yui o la escuela, los fondos están basados en la ciudad de Kioto. Por ejemplo, cerca de la estación de Shūgakuin o Ichijōji, en Sakyo-ku, Kioto.
La tienda "10GIA", a la cual acuden varias veces en el anime está basada en una real, que pertenece a una cadena de tiendas de música llamada "JEUGIA", localizada en Nakagyō-ku, Kioto. El local a donde van a tocar en un episodio extra es similar a una sala de conciertos llamada "LIVE GATE TOKYO@EBISU", localizado en Ebisu, Shibuya, Tokio.
El exterior y el interior de la escuela a la que asisten las protagonistas están basados en la "Escuela Elemental de Toyosato", en Toyosato, Shiga. Por esto, muchos fanes de K-ON! acuden al edificio para ver los sitios reales que aparecen en la serie.

## Personajes

### Hōkago Tea Time
Yui Hirasawa (平沢 唯 Hirasawa Yui?)
Voz por: Aki Toyosaki
Yui es el personaje principal de K-ON! siendo una de las integrantes y la cuarta en unirse al club. Su instrumento es la guitarra eléctrica, una Gibson Les Paul Standard - Heritage Cherry Sunburst a la que llama "Gitah". Es la vocalista principal del grupo excepto en su primer concierto, debido a que queda afónica, por lo que es reemplazada por Mio. Es una chica que se distrae muy fácilmente con trivialidades y por lo general no obtiene buenas calificaciones, sin embargo con buen entrenamiento puede lograr resultados asombrosos. A Yui siempre se la ve relajada, eso sí, cuando la situación lo amerita puede sostener una concentración increíble, pero solo limitándose a hacer una cosa a la vez por lo que puede llegar a tal punto de olvidarse por completo de lo aprendido previamente. El apellido de Yui está basado en el guitarrista de la banda japonesa de techno-pop P-Model, Susumu Hirasawa.
Mio Akiyama (秋山 澪 Akiyama Mio?)
Voz por: Yōko Hikasa
Mio es la chica tímida del club de música ligera, zurda y bajista del grupo (posible referencia a Paul McCartney en su etapa en los Beatles, también zurdo y bajista del grupo), su instrumento es un Fender Jazz Bass 1962 Reissue, 3 Tone Sunburst, Left Handed , la cual la empezó a llamar 'Elizabeth' gracias a Yui. Originalmente se iba a unir al club de literatura del instituto, pero se vio forzada a integrar el club musical debido a que a Ritsu (su amiga de la infancia) la obliga. Al igual que a Yui odia que le quiten la fresa del pastel. Mio siempre obtiene excelentes calificaciones y es la más responsable del grupo, sin embargo llega a sufrir verdaderas crisis de pánico cuando Ritsu le cuenta historias de terror, cuando la toma por sorpresa o cuando Sawako desea colocarle un vestido que la haga ver muy linda en escena durante los conciertos en el auditorio. Al igual que Yui, su apellido está basado en un integrante de la banda japonesa de techno-pop P-Model en este caso del bajista Katsuhiko Akiyama.
Ritsu Tainaka (田井中 律 Tainaka Ritsu?)
Voz por: Satomi Sato
Ritsu es la presidenta del club de música ligera y baterista del grupo, su instrumento es una Yamaha Hip Gig compacta de 4 piezas color amarillo. Ella es una chica enérgica y de personalidad ambigua, a menudo le gusta hacer bromas y es sarcástica la mayor parte del tiempo. Con frecuencia tiene problemas para recordar cosas importantes como inscribir al club en el Consejo de Estudiantes o reservar el escenario para las presentaciones. Ritsu dice que optó por la batería simplemente por ser "genial", sin embargo también se debe a que tiene problemas para ejecutar instrumentos que implican un rápido movimiento de los dedos. Es la primera en decidir ingresar al club, pero como este no contaba con ningún integrante en ese momento se autodenomina la presidenta del mismo. En el anime, afirma que admira al baterista Keith Moon de The Who. De la misma forma que con Yui y Mio, el apellido de Ritsu está basado en un integrante de la banda de techno-pop P-Model, esta vez en su baterista Sadatoshi Tainaka. Tiene un hermano menor llamado Satoshi.
Tsumugi Kotobuki (琴吹紬 Kotobuki Tsumugi?)
Voz por: Minako Kotobuki
Tsumugi es la chica gentil del club y tecladista del grupo, su instrumento es un sintetizador Korg Triton Extreme Workstation de 6 octavas (76 teclas). Ella tiene una personalidad amable y proviene de una familia adinerada que tiene varias casas por todo Japón, además su padre es presidente de una compañía. Gracias a una intervención suya Yui pudo adquirir su guitarra a un precio extraordinariamente rebajado, posteriormente confesó a las chicas que la tienda de instrumentos era propiedad de su familia. Desde un principio ella consideraba integrarse al coro del instituto, pero luego de que Ritsu le pidiera enérgicamente unirse al club, terminó aceptando. Siempre está llevando todo tipo de dulces para comer durante los ensayos del grupo y sus amigas se extrañan ante sus deseos y sueños ante las cosas más cotidianas como ir a comprar a una gran tienda. Además al parecer ella es fuerte ya que se la puede ver cargando cosas, desde su instrumento guardado hasta un parlante de mediano tamaño. El apellido de Tsumugi también está basado en un integrante de la banda de techno-pop P-Model, ahora en su tecladista Hikaru Kotobuki.
Azusa Nakano (中野 梓 Nakano Azusa?)
Voz por: Ayana Taketatsu
Azusa es una estudiante nueva, un año por debajo de las otras en el instituto, es la segunda guitarrista (guitarrista de soporte y cortes) del grupo y la última en unirse al club, una autoproclamada guitarrista novata que ha sabido tocar la guitarra desde el cuarto grado y cuyos padres trabajan en una banda de jazz. Su instrumento es una Fender Mustang MG69/MH Color CAR a la que llama 'Muttan'. A menudo se encuentra desconcertada por el té y cosplay además de otros aspectos y "costumbres" del club, cuando ella quiere solo la práctica. Le resulta curioso que puedan tocar tan bien a pesar de los problemas y las pocas prácticas. Ella tiene una cierta debilidad con los pasteles y puede ser calmada muy fácilmente, hasta con solo ser acariciada. Es apodada Azu-nyan por Yui después de usar unas orejas de gato y maullar. Aun así, Azusa no es buena con los gatos. Si ella se asolea queda completamente bronceada incluso si se le coloca protector solar. Al final de la serie, después de que las chicas se hayan graduado, Azusa se convierte en la guitarrista principal y presidenta del club, y luego, cuando llegan nuevos miembros, el club continúa, dejan de llamarse "Houkago Tea Time" para empezar a llamarse "Wakaba Girls". El apellido de Azusa también está basado en un miembro de la banda de techno-pop P-Model, el exguitarrista Teruo Nakano.

### Secundarios
Sawako Yamanaka (山中 さわ子 Yamanaka Sawako?)
Voz por: Asami Sanada
Sawako es maestra y consejera del club de instrumentos de viento del instituto de Yui. En sus tiempos de estudiante pertenecía al Club de Música ligera/Pop, tenía una actitud rebelde y ruda junto a sus compañeras de banda, lo intenta ocultar para mantener su imagen de buena profesora, sin embargo, por una situación particular, termina siendo la asesora del mismo. Es llamada "Sawa-chan" por Ritsu y Yui, aunque por su relación con las miembros del club, los estudiantes de su clase comienzan a llamarla "Sawa-chan" también. El nombre y apellido de Sawako está basado en el vocalista y guitarrista de la banda japonesa The Pillows, Sawao Yamanaka.
Nodoka Manabe (真鍋 和 Manabe Nodoka?)
Voz por: Chika Fujito
Nodoka es una amiga de la infancia de Yui, ahora en el instituto es miembro del consejo estudiantil. Ella estará en segundo año en la misma clase que Mio, quien agradecerá esto tremendamente. En su tercer año, se convierte en la presidenta del consejo estudiantil y también estará en la misma clase que las chicas del club de música ligera. Su apellido está basado en el guitarrista de la banda japonesa The Pillows, Yoshiaki Manabe.
Ui Hirasawa (平沢 憂 Hirasawa Ui?)
Voz por: Madoka Yonezawa
Ui es la hermana menor de Yui. Tiene una personalidad muy amable y madura por sobre la de su hermana mayor. Ella es idéntica a su hermana cuando se suelta el cabello, la única diferencia es que tiene los ojos y cabello ligeramente más claros que los de Yui además de tener el pecho más grande ( cosa que solo la maestra Sawako nota). Ella se encarga de las tareas de la casa con facilidad y al igual que su hermana, Ui aprende a hacer las cosas con suprema facilidad como jugar basketball, y hasta tocar la guitarra. En el manga, justo después de haberse terminado el animé, Ui se une al club de música ligera y a la banda "Wakaba Girls", convirtiéndose en la segunda guitarrista del grupo. Al Igual que Yui su apellido está basado en Susumu Hirasawa
Jun Suzuki (鈴木 純 Suzuki Jun?)
Voz por: Yuriko Nagata
Jun es amiga y compañera de clases de Azusa y Ui. Ella es miembro del club de jazz en el cual toca un bajo Yamaha Sbv500 y es una admiradora de Mio. Al principio pensaba en ingresar al club de música ligera en su primer año de preparatoria, aunque finalmente decidió unirse al club de Jazz. Tiene una personalidad bromista y despreocupada con la cual suele hacer bromas en las situaciones menos indicadas. Jun comienza a arrepentirse de no unirse al club de música ligera al enterarse de las actividades que realizan. Al final de la serie, Jun se une al club de música ligera, y por consiguiente a la banda "Wakaba Girls" liderada por Azusa. Tiene una gatita de mascota llamada Azu-nyan #2. El nombre y apellido de Jun están basados en el bajista de soporte de The Pillows, Jun Suzuki.

## Lanzamiento

### Manga
K-ON! comenzó como un manga de cuatro paneles escrito e ilustrado por Kakifly. La serialización del mismo inició en la revista Manga Time Kirara publicado por Hōbunsha en mayo de 2007. El manga también apareció como invitado en la revista Manga Time Kirara Carat en octubre de 2008. El primer volumen compilado salió a la venta el 26 de abril de 2008, mientras que el segundo volumen estuvo disponible el 26 de febrero de 2009. Hacia el 2011, Kakifly publicó en la revista Manga Time Kirara unos nuevos volúmenes del manga los cuales estaban centrados en el desarrollo del nuevo club de música ligera en la escuela por parte de Azusa *La nueva presidenta del club*, Ui y Jun, pero también mostraba la nueva vida de universitarias de Yui, Mugi, Ritsu y Mio. 

### Anime
Una adaptación de K-ON! al anime fue producida por Kyoto Animation y dirigida por Naoko Yamada. La serie fue estrenada por la señal de la televisora nipona TBS el 3 de abril de 2009 en formato 4:3. El mismo episodio fue estrenado tres semanas después en formato de Alta Definición a 16:9 por la señal digital BS-i. Fue licenciada en Norteamérica por Sentai Filmworks.
Para la emisión de TBS en relación de aspecto 4:3 se utiliza la técnica Pan and scan.

### Película
En el final de la segunda temporada de la serie en septiembre de 2010, se anunció una adaptación en película. La historia trata de las chicas mientras viajan a Inglaterra 5 días antes de celebrar la graduación. Se anunció durante el concierto en vivo K-ON!! Come With Me!! y en la web oficial del anime el 20 de febrero de 2011. La película se estrenó en Japón el 3 de diciembre de 2011 y salió a la venta en DVD/Blu-Ray el 18 de julio de 2012. La historia es original, según un Twitter de Akemi Kanaya y fue producida por Kyoto Animation con Naoko Yamada como directora.

### Videojuego
Un videojuego de ritmo llamado K-ON! Hōkago Live!! (けいおん! 放課後ライブ!! Keion! Hōkago Raibu!!?), desarrollado por Sega para la PlayStation Portable, se lanzó el 30 de septiembre de 2010. En el juego, el jugador debe pulsar los botones al mismo tiempo que suena la música, que consiste en temas del anime. El juego soporta multijugador local para hasta cinco PSPs. El juego contiene 19 canciones de la primera temporada del anime y el primer set de CD de Character Songs. El jugador puede cambiar la ropa, el peinado y los accesorios de los personajes, así como la sala del club de música ligera y la habitación de Yui.

## Recepción

### Ventas
El primer volumen de K-ON! quedó en la posición 30 en Japón entre el 27 de abril y el 3 de mayo de 2009, vendiendo 26.500 unidades esa semana La semana siguiente, el primer y segundo volumen vendieron 23.200 y 22.500 unidades y quedaron en posición 19 y 20 respectivamente. En mayo de 2009 los primeros 2 volúmenes vendieron entre los dos 136.000. El tercer volumen vendió 120.000 copias la semana del 14 al 20 de diciembre de 2009, y vendió unos 328.000 ejemplares durante la primera mitad de 2010.
El sencillo para el primer opening del anime, "Cagayake! Girls", debutó en la cuarta posición en las listas semanales de Oricon y vendió aproximadamente 62.000 copias. El tema de cierre, "Don't Say 'Lazy'" debutó en segunda posición, vendiendo 67.000 ejemplares y fue premiada como Mejor Canción por los Animation Kobe Awards. Al final de la primera temporada, todos los álbumes y sencillos relacionados con la serie habían vendido más de un millón de copias.
El miniálbum Ho-kago Tea Time debutó en primera posición en las listas de álbumes y vendió 67.000 copias, siendo el primer álbum acreditado a personajes ficticios que llega a la posición más alta de las listas.
El segundo opening "Go! Go! Maniac" y el ending "Listen!!" debutaron en primera y segunda posición respectivamente durante su primera semana, vendiendo 83.000 y 76.000 unidades. El tercer ending y opening, "No, Thank You!" y "Utauyo! Miracle" vendieron 87.000 y 85.000 copias respectivamente durante su primera semana, quedando en segunda y tercera posición, solo superados por el sencillo de SMAP "This is Love". "No, Thank You!" y "Utauyo! Miracle" recibieron el certificado de oro otorgado por la RIAJ en agosto de 2010 por las 100.000 copias vendidas.
El sencillo "Gohan wa Okazu"/"U&I" debutó en tercera posición en Oricon y vendió 53.000 ejemplares en su primera semana. El álbum Ho-kago Tea Time II debutó en primera posición, al igual que la primera parte, vendiendo 127.000 copias.
El primer DVD japonés de la serie de anime vendió sobre 8,000 copias la semana del 29 de julio de 2009. La versión en Blu-ray Disc vendió 33.000 copias la misma semana, quedando en primera posición en Oricon de lanzamientos BD. En agosto de 2009, el primer volumen de la serie se convirtió en el Blu-Ray Disc de anime televisivo más vendido de Japón, superando el récord previo de Macross Frontier, que vendió 22.000 unidades su primera semana. Fue el segundo Blu-Ray mejor vendido de Japón, estando solo tras Evangelion: 1.0 You Are (Not) Alone, que vendió 49.000 copias. Sin embargo, en octubre de 2009, el primer volumen de Bakemonogatari superó el récord de K-ON! al vender 37.000 copias. Aun así, con la salida a la venta del tercer volumen de K-ON!!, las ventas de BD totales han superado a Bakemonogatari. Para el 20 de febrero de 2011, las ventas totales de BD juntando ambas temporadas han sido de 520.000 ejemplares vendidos, convirtiéndose en la primera serie de anime que supera las 500.000 copias vendidas en BD.

### Reconocimientos
K-ON! recibió los honores en la categoría de televisión otorgado por el Tokyo International Anime Fair y la segunda temporada, K-ON!!, ganó el Premio a la Mejor Serie otorgado por Animation Kobe en 2010. Mientras que la película también recibió un premio por Animation Kobe en la categoría Mejor Película y resultó nominada a categoría Mejor animación del año en los Premios de Academia Japonesa, resultando como todos los nominados acreedor del premio de excelencia en animación.

### Impacto

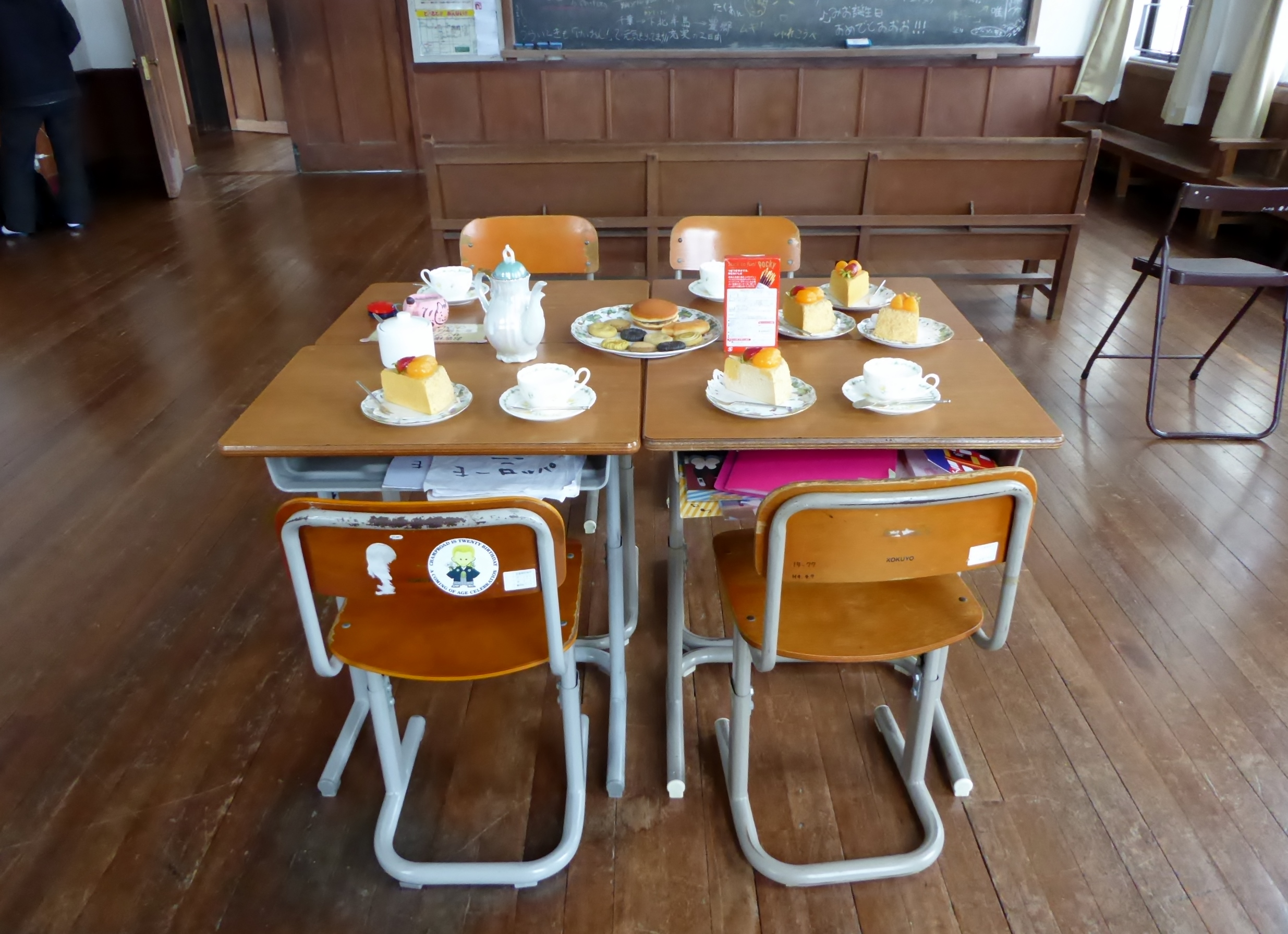
Recreación del salón del club de música ligera en la Escuela elemental de Toyosato

La Escuela elemental de Toyosato, ubicada en la prefectura de Shiga, ha sido utilizada por tanto en su imagen exterior como su interior para las locaciones de anime, se ha transformado en lugar de atracción turística para fanáticos, la antigua escuela de 1937 ha sido remodelada para parecerse aún más a la serie, incluido el salón del club de música ligera, este lugar ha sido incluido en una colección de sellos postales de Japan Post y ha impulsado económicamente a la localidad de Toyosato. Dicho edificio que salvó de ser demolido y posterior a salida la serie fue declarado por el gobierno japonés como "patrimonio cultural".
En septiembre de 2010, el gobierno de la Prefectura de Kioto empezó a usar K-ON!! para promocionar el censo de población y animar a la gente a que participe. Sharp y Bandai sacaron una calculadora con diseños de personajes de varios anime, entre ellos, K-ON!. Seis modelos de calculadora diferentes, junto con correas, que empezaron a venderse el 11 de marzo de 2011.